# Amelia Earhart
Amelia Mary Earhart, ameriška pilotka in pustolovka, * 24. julij 1897, Atchison, Kansas, ZDA, † 2. julij 1937, nekje nad Tihim oceanom.

## Mladost
Amelia se je rodila očetu Edwinu in materi Amy ter preživljala otroštvo v hiši svojega deda, Alfreda Otisa, zveznega sodnika. Z letali se je prvič srečala pri starosti 10 let, ko je v njeno rojstno mesto prispel sejem, na katerem so sodelovali tudi akrobatski piloti. Prvo srečanje na Amelio ni pustilo velikega vtisa, že naslednje pa je usodno začrtalo njeno nadaljnjo življenjsko pot.
Leta 1914 sta se njena starša ločila in Amelia je s sestro in materjo odšla živet k prijateljem v Chicago (Illinois). Tam je končala srednjo šolo, nato pa leta 1915 odšla na obisk k sestri, ki se je šolala v Kanadi. Tam je novembra 1918 opravila tečaj za medicinsko sestro in se zaposlila v vojaški bolnišnici Spadina Military Hospital v Torontu, v kanadski provinci Ontario. Naslednje leto se je vpisala na univerzo, vendar je študij medicine kmalu opustila ter se vrnila k staršem, ki sta se pobotala in začela z novim življenjem v ameriški Kaliforniji. 
Na Long Beachu se je drugič srečala z akrobatskimi letali in odkrila novo strast. Kmalu se je vpisala v pilotsko šolo in jo tudi uspešno zaključila. Kmalu je kupila rumeno dvokrilno letalo Kinner Airster, ki ga je poimenovala »kanarček«. 22. oktobra 1922 je z njim postavila ženski višinski svetovni rekord, 14.000 čevljev (cca 4500 metrov).

## Pilotska kariera
Leta 1924 sta se njena starša spet razšla, Amelia pa je prodala svoje letalo in nameravala prenehati leteti. Z materjo se je odselila v Boston, Massachusetts, kjer se je zaposlila kot socialna delavka.
Kljub vsemu pa ni mogla dolgo ostati izven letalskih krogov in je kmalu vložila nekaj denarja v izgradnjo tamkajšnjega letališča in postala zastopnica za letala Kinner na področju Bostona. Poleg tega je reklamirala letalski šport tudi s članki v lokalnih časopisih in nadaljevala z letenjem.
Po Lindberghovem preletu Atlantika, leta 1927, se je bogata Američanka, živeča v Londonu, Amy Guest odločila, da bo sponzorirala prvo žensko, ki bi si upala ponoviti ta podvig. Za svojo varovanko je izbrala Amelio, ki je počasi dobivala status najboljšega ženskega pilota v ZDA. Prvi polet je Earhartova izvedla skupaj s pilotom Wilmerjem Stultzem in kopilotom in mehanikom Louisom Gordonom. Polet so izvedli na relaciji Nova Fundlandija - Wales, letalo s katerim so polet opravili, pa je bil Fokker F.VII. Vzleteli so 17. junija 1928 in pristali 21 ur kasneje.
7. februarja 1931 se je Amelia poročila s publicistom in založnikom Georgeom P. Putmanom, ki je vse od poleta preko Atlantika skrbel za njeno promocijo in ji pomagal iskati sponzorje. Njun zakon pa je bil bolj farsa kot odraz resnične ljubezni, kar se je videlo tudi navzven, saj je Amelia vse več časa posvečala letenju. Tako je še isto leto postavila nov ženski višinski svetovni rekord, 5613 metrov.
20. maja 1932 je Earhartova s svojim letalom Lockheed Vega spet poskusila prečkati Atlantik, tokrat samostojno. Močni vetrovi so ji sicer preprečili, da bi dosegla Pariz in tako opravila isto pot kot pred njo Lindbergh. Pristati je morala na Severnem Irskem, kar pa je zadostovalo, da je postala prva ženska, ki je samostojno preletela Atlantik. Za ta podvig je prejela več medalj, tako ameriških kot francoskih.
Ta podvig pa je le še bolj podžgal njeno avanturistično žilico. Tako je 11. januarja 1935 postala prvi človek, ki je opravil neprekinjen solo polet med Honolulujem na Havajih in Oaklandom v Kaliforniji. Še isto leto je opravila podoben polet, tokrat med Los Angelesom in Mexico Cityjem. 

### Polet okrog sveta
Julija 1936 je z nakupom novega letala, Lockheed L-10E Electra začela pripravljati nov podvig, polet okoli sveta. To sicer ne bi bil prvi polet okoli sveta, bil pa bi najdaljši, saj si je Amelia začrtala pot okoli ekvatorja, kar bi skupaj znašalo 47.000 km. 
Za navigatorja in kopilota si je izbrala bivšega pilota družbe Pan Am, Freda Noonana, s katerim sta 17. marca 1937 poletela iz Oaklanda proti Honoluluju. Pri pristanku pa je na letalu počila pnevmatika, kar je letalo prevrnilo na hrbet in ga tako močno poškodovalo, da ga je bilo treba prepeljati nazaj v ZDA, kjer so ga morali popraviti. Prvi poskus so tako za nedoločen čas prekinili.
Drugi poskus sta Amelia in Fred začela 1. junija, tokrat v Miamiju na Floridi. Tokrat sta ubrala pot proti vzhodu. Po postankih v Južni Ameriki, Afriki, Indiji in jugovzhodni Aziji sta 29. junija, po opravljenih 35.000 km prispela na Novo Gvinejo.  
Z Nove gvineje sta nadaljevala pot 2. julija v smeri proti 4113 km oddaljenemu otoku Howland, majhnemu kosu kopnega, dolgemu kakih 2000 in širokemu 500 metrov. Tam naj bi se oskrbela z gorivom in opravila še zadnji del poti. Zadnji potrjen položaj njunega letala je bil kakih 1300 km stran od Nove Gvineje kjer je njuno letalo opazila ameriška ladja Obalne straže ZDA USCGC Itasca, ki je bila zadolžena, da letalo vodi zadnji del poti do otoka. Kasneje sta Earhartova in Noonan izgubila smer in začela krožiti okoli otoka, ki ga zaradi poslabšane vidljivosti nista mogla najti. To je trajalo nekaj časa, nato pa se je komunikacija prekinila in letalo je izginilo.
Obalna straža je skupaj z Vojno mornarico in Vojnim letalstvom ZDA sprožilo obširno iskalno akcijo, ki pa se je končala z neuspehom. Letala ali pilotov niso nikoli več videli, čeprav so za iskanje namenili za tiste čase ogromno vsoto, 4 milijone ameriških dolarjev.

## Mit okoli smrti Amelie Earhart
Skrivnostno izginotje letala je v svetu sprožilo mnogo špekulacij. Tako so nekateri poznavalci mnenja, da sta se Earhartova in Noonan preprosto izgubila nad oceanom in strmoglavila v morje, ko je letalu zmanjkalo goriva. 
Drugi poznavalci so mnenja, da sta pilota zasilno pristala na enem od otokov v otoški verigi Kiribati, kjer sta umrla. 
Tretji spet, so mnenja, da sta pilota pravzaprav opravljala vohunske naloge za Oborožene sile ZDA. Po tej teoriji naj bi bila pot okoli sveta le krinka za to, da bi Američani dobili zračne posnetke japonskih vojaških baz na Pacifiku. Earhartova in Noonan naj bi tako odletela nad Marshallove otoke in tam fotografirala vojaške objekte, med vračanjem pa naj bi ju prestregli japonski lovci in ju sestrelili ali celo prisilili k pristanku na Saipan, kjer naj bi ju kasneje usmrtili. 
Četrta verzija pa zagovarja, da sta oba pilota varno pristala na ameriških tleh, kjer so jima oblasti zagotovile novo identiteto, pod katero sta živela v ZDA v zameno za obveščevalne podatke, ki sta jih prinesla s poti.
Ne glede na vse špekulacije ostaja izginotje letala še vedno velika skrivnost, vsa dokumentacija o tem pa ostaja strogo zaupna v ameriških arhivih. Mnogi zgodovinarji in arheologi pa še vedno iščejo ostanke letala ali pilotov na vseh bližnjih otokih in na morskem dnu.